# Karel Gott
Karel Gott (Plzeň, 1939. július 14. – Prága, 2019. október 1.) cseh énekes, „Kelet Sinatrája”, „Prága aranyhangja”.

## Életpályája
Szülei sziléziai németek. Hatéves korától Prágában élt. Kezdetben villanyszerelőként dolgozott. 1958-tól énekelt prágai kávéházakban. Már fiatalkorában hamar népszerűségre tett szert, majd 1968-ban Ausztriát képviselte az Eurovíziós Dalfesztiválon, ahol tizenharmadik helyezést ért el. (Csehszlovákia nem vett részt a dalfesztiválon.) A legismertebb száma, a Lady Carneval is ebből az évből való. Innentől kezdve Gott népszerűsége folytonosan nőtt: külföldön turnézott, filmekben játszott és díjakat nyert.
1999-ben koncertet adott New Yorkban, a Carnegie Hallban.

## Díjai
Az Arany Csalogány (csehül Zlatý slavík) díjat 1985-ben huszadszorra ítélik oda neki, majd 2011-ben harminchetedszerre vehette át a legjobb férfi énekesnek járó elismerést, amelyet időközben (1996-ban) átneveztek Cseh Csalogány-díjra (csehül Český slavík).

## Festészet
1992 óta festett. Művei több kiállításon vettek részt Berlintől Moszkváig.

## Karel Gott Magyarországon
Karel Gott 2003. november 8-án, Budapesten lépett fel a Hilton szállodában megrendezésre kerülő mixer-versenyen. Két évvel később, 2005. október 1-jén újra Budapesten lépett fel, a Savoya Parkban, ahol még Demszky Gábor főpolgármesternek is adott autogramot.

## Magánélete
Az énekes 68 éves korában, 2008-ban Las Vegasban vette el 31 éves barátnőjét, Ivana Macháčkovát. Karel Gott négyszeres apa, legfiatalabb gyermeke 2008-ban született.

### Utolsó évei és halála
Utolsó éveiben sokat betegeskedett, ami miatt az utolsó fellépését - amely a 80. születésnapi koncertje lett volna - is kénytelen volt lemondani. 2019. szeptember közepén akut leukémiát diagnosztizáltak nála. 2019. október 1-jén éjfél előtt nem sokkal, családja körében, 80 éves korában hunyt el. Halála után Andrej Babiš cseh miniszterelnök bejelentette, hogy Karel Gott temetésének napja nemzeti gyásznap lehet.  Karel Gott temetése 2019. október 12-én, állami gyászszertartás keretében történt, a temetés napja nemzeti gyásznap volt.